# Lago di Santa Croce
Lago di Santa Croce este o arie protejată (arie specială de conservare — SAC, sit de importanță comunitară — SCI) din Italia întinsă pe o suprafață de 788 ha, integral pe uscat.

## Localizare
Centrul sitului Lago di Santa Croce este situat la coordonatele 46°06′49″N 12°20′17″E / 46.113611°N 12.338056°E.

## Înființare
Situl Lago di Santa Croce a fost declarat sit de importanță comunitară în septembrie 1995 pentru a proteja 46 de specii de animale. Situl a fost protejat și ca arie specială de conservare în iulie 2018.

## Biodiversitate
Situată în ecoregiunea alpină, aria protejată conține 1 habitat natural: Lacuri eutrofice naturale cu vegetație de tip Magnopotamion sau Hydrocharition.
La baza desemnării sitului se află mai multe specii protejate:
- păsări (39): uliu păsărar (Accipiter nisus), lăcar mare (Acrocephalus arundinaceus), lăcar-de-lac (Acrocephalus scirpaceus), pescăruș albastru (Alcedo atthis), rață sulițar (Anas acuta), rață pitică (Anas crecca), gâscă cenușie (Anser anser), stârc cenușiu (Ardea cinerea), stârc roșu (Ardea purpurea), stârc galben (Ardeola ralloides), rață-cu-cap-castaniu (Aythya ferina), rața moțată (Aythya fuligula), Aythya marila, rață roșie (Aythya nyroca), buhai de baltă (Botaurus stellaris), Bucephala clangula, șorecar încălțat (Buteo lagopus), barză albă (Ciconia ciconia), erete de stuf (Circus aeruginosus), presură de stuf (Emberiza schoeniclus), becațină comună (Gallinago gallinago), cufundar polar (Gavia arctica), cufundar mare (Gavia immer), sfrâncioc roșiatic (Lanius collurio), rață fluierătoare (Mareca penelope), rață pestriță (Mareca strepera), ferestrașul mare (Mergus merganser), gaia neagră (Milvus migrans), vultur pescar (Pandion haliaetus), Phalacrocorax carbo sinensis, pitulice sfârâitoare (Phylloscopus sibilatrix), corcodel mare (Podiceps cristatus), cristei de baltă (Rallus aquaticus), sitar de pădure (Scolopax rusticola), Spatula clypeata, rață cârâitoare (Spatula querquedula), silvie cu cap negru (Sylvia atricapilla), fluierar de mlaștină (Tringa glareola), nagâț (Vanellus vanellus)
- amfibieni (1): izvoraș-cu-burta-galbenă (Bombina variegata)
- mamifere (2): liliacul mare cu potcoavă (Rhinolophus ferrumequinum), liliacul mic cu potcoavă (Rhinolophus hipposideros)
- nevertebrate (3): croitorul mare al stejarului (Cerambyx cerdo), Euplagia quadripunctaria, rădașcă (Lucanus cervus)
- pești (1): Barbus plebejus

Pe lângă speciile protejate, pe teritoriul sitului au mai fost identificate 3 specii de plante, 5 specii de amfibieni, 8 specii de mamifere, 9 specii de reptile.